# مورالس (کائوکا)
مورالس (کائوکا) (به اسپانیایی: Morales, Cauca) یک سکونتگاه مسکونی در کلمبیا است که در بخش کائوکا واقع شده‌است.